# Abacion
Abacion là một chi cuốn chiếu thuộc họ Abacionidae. Có khoảng 10 loài đã được mô tả được xếp vào chi Abacion.

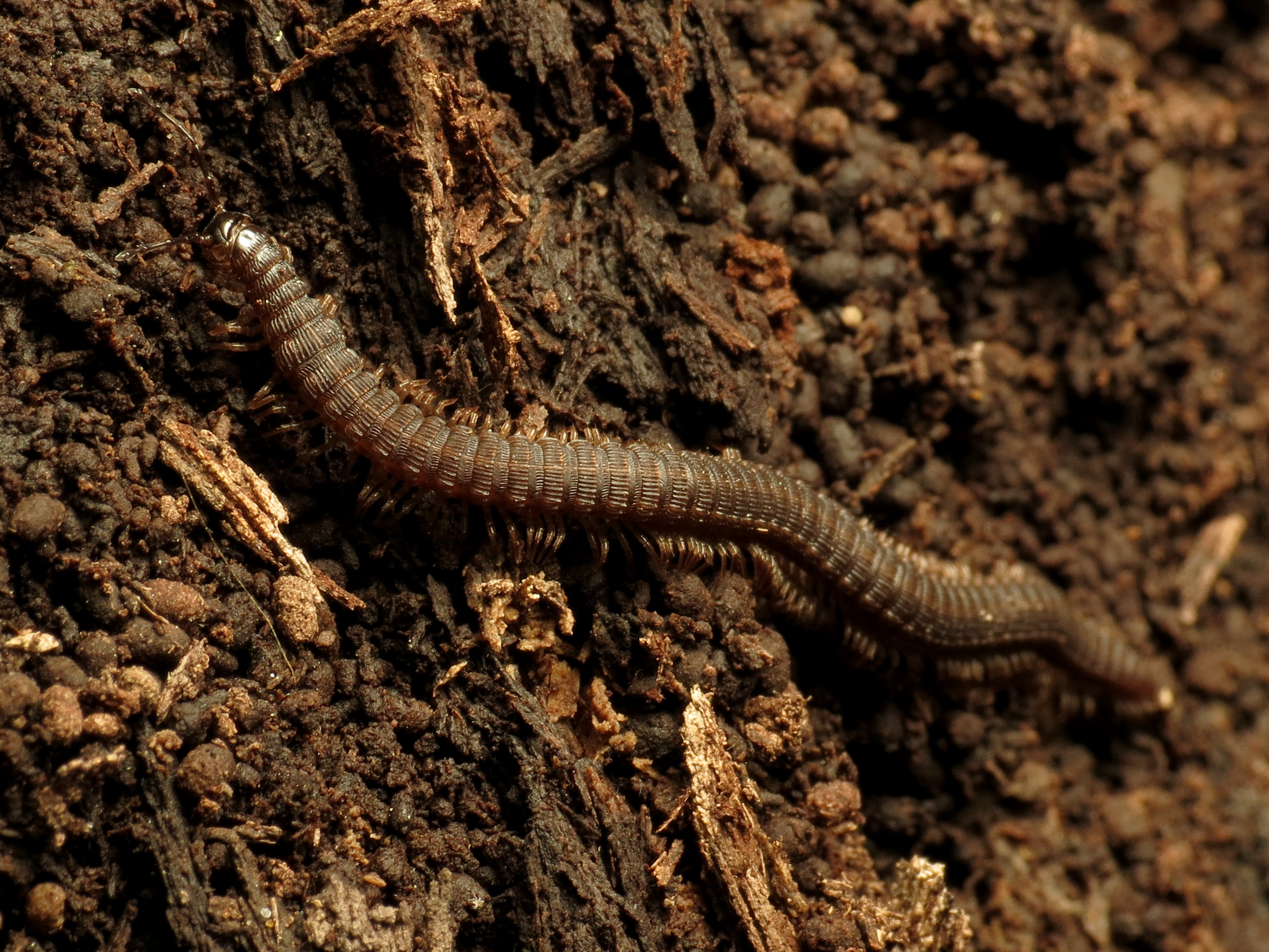

## Loài
- Abacion creolum (Chamberlin, 1942)
- Abacion highlandense (Hoffman, 1950)
- Abacion jonesi (Chamberlin, 1942)
- Abacion lactarium (Say, 1821)
- Abacion magnum (Loomis, 1943)
- Abacion spinosa (Sager, 1856)
- Abacion tesselatum Rafinesque, 1820
- Abacion texense (Loomis, 1937)
- Abacion texensis (Loomis, 1937)
- Abacion wilhelminae Shelley, McAllister & Hollis, 2003

## Đặc điểm
Các loài thuộc chi Abacion là những loài cuốn chiếu có kích thước lớn.

## Đọc thên
- Hoffman, Richard L. (1999). Checklist of the millipeds of North and Middle America. Virginia Museum of Natural History Special Publications. 8. ISBN 9781884549120.
- Golovatch, Sergei I.; Kime, R. Desmond (2009). “Millipede (Diplopoda) distributions: A review” (PDF). Soil Organisms. 81: 565–597. Bản gốc (PDF) lưu trữ ngày 3 tháng 3 năm 2016. Truy cập ngày 6 tháng 5 năm 2018.